# Pöllauberg
Pöllauberg è un comune austriaco di 2 113 abitanti nel distretto di Hartberg-Fürstenfeld, in Stiria.